# Le Trésor des dix avatars
Le Trésor des dix avatars est une histoire en bande dessinée de Keno Don Rosa, publiée en juin 1996. Elle met en scène les personnages de Picsou, Donald Duck et leurs neveux Riri, Fifi et Loulou au cours d'une chasse au trésor en Inde.

## Synopsis
En Inde, Picsou entreprend une expédition dans la jungle du Pendjab pour explorer les terres qu'il vient d'acheter au fourbe et vénal maharadjah local. Peu après son arrivée, ses neveux découvrent une colonne sculptée du IVe siècle av. J.-C. et évoquant l'expédition d'Alexandre le Grand. Ses soldats auraient été stoppés par une cité aujourd'hui perdue, Shambala. Sur le chemin pour en découvrir le lieu et le trésor, Picsou et sa famille vont cependant devoir affronter les dix avatars.

## Fiche technique
- Histoire n°D 95153
- Éditeur : Egmont (Danemark)
- Titre de première publication : Shambolas skat (danois); De ti avatarene (norvégien).
- Titre en anglais : The Treasure of the Ten Avatars.
- Titre en français : Le trésor des dix avatars, puis le Trésor aux dix avatars.
- 28 planches.
- Auteur et dessinateur : Keno Don Rosa.
- Première publication : Akku Ankka & Co n°26/96 (Danemark) et Donald Duck & Co n°26/96 (Norvège), la semaine du 25 juin 1996.
- Première publication aux États-Unis : Uncle Scrooge Adventures n°51, 1997.
- Première publication en France : Picsou Magazine, août 1997.